# IPad Air (2019)
De iPad Air die op 18 maart 2019 werd aangekondigd door Apple Inc. is de derde generatie van de iPad Air. De iPad werd ditmaal aangekondigd door middel van een persbericht in plaats van tijdens de keynote van 25 maart 2019.
De iPad beschikt weer over een Retina-scherm, een snellere processor en kan worden ontgrendeld door middel van Touch ID. Ook is de camera aan de voorzijde geüpdatet naar 7 MP en is er ondersteuning voor de Apple Pencil (1e generatie) toegevoegd, net zoals dat bij de iPad mini 5 gebeurde, die tegelijkertijd werd aangekondigd. Deze iPad Air wordt standaard geleverd met iOS 12 en is verkrijgbaar in grijs/zwart, goud/wit en zilver/wit.